# Острів (зупинний пункт, Львівська залізниця)
Острів — пасажирська зупинна залізнична платформа Львівської дирекції Львівської залізниці.
Розташована в с. Острів Сокальський район, Львівської області на лінії Рава-Руська — Червоноград між станціями Червоноград (5 км) та Белз (10 км).
Станом на грудень 2016 р. на платформі зупиняються приміські поїзди.